# Monestier-Port-Dieu
Monestier-Port-Dieu é uma comuna francesa na região administrativa da Nova Aquitânia, no departamento de Corrèze. Estende-se por uma área de 18 km². Em 2010 a comuna tinha 104 habitantes (densidade: 5,8 hab./km²).